# سوفی بردشو
سوفی بردشو (انگلیسی: Sufe Bradshaw؛ زادهٔ ۳۰ نوامبر ۱۹۷۹) هنرپیشه اهل ایالات متحده آمریکا است. وی از سال ۲۰۰۵ میلادی تاکنون مشغول فعالیت بوده‌است.
از فیلم‌ها یا برنامه‌های تلویزیونی که وی در آن نقش داشته‌است می‌توان به پیشتازان فضا، فلش فوروارد، بچه‌های بد آکادمی کرستویو و پرونده سرد اشاره کرد.